# Breuna
Breuna is een gemeente in de Duitse deelstaat Hessen, en maakt deel uit van het district Kassel.
Breuna telt 3.520 inwoners.